# Ponte di San Vito
Il ponte romano di San Vito, conosciuto localmente anche come il Pontaccio (e Puntaz in romagnolo), era un ponte romano a San Vito, una frazione ai confini di Rimini, Santarcangelo di Romagna e San Mauro Pascoli, nella regione dell'Emilia-Romagna, nel Italia settentrionale.
Risalente al regno dell'imperatore Augusto, il ponte si trovava su un tracciato della Via Emilia, l'antica strada romana che collegava Ariminum (la moderna Rimini) e Placentia (Piacenza). Il ponte attraversava il fiume Uso, che ora scorre a pochi metri a est. Nel XIV secolo, Galeotto I Malatesta, signore di Rimini, sostituì il ponte; un arco del ponte medievale rimane ancora esistente sopra le pietre augustee. Le pietre dei ponti, apprezzate per la loro eccellente qualità, furono estratte nei secoli successivi, contribuendo anche ai restauri del Ponte di Tiberio di Rimini. Nel ottobre 2022, il governo municipale di Rimini ha incorporato l'arco esistente in un parco pubblico.
Il ponte augusteo era probabilmente monumentale, con una lunghezza totale di circa 90 metri (300 piedi), e con otto o più archi. Nei secoli recenti, gli storici riminesi hanno rivendicato il ponte come il luogo in cui Giulio Cesare attraversò il Rubicone.

## Storia

### Costruzione e crollo
Il ponte di San Vito fu quasi certamente costruito durante il regno dell'imperatore romano Augusto, dato sia dalle pietre che da una pietra miliare ritrovato a pochi metri dal ponte nel 1949, che attribuisce il restauro della strada alla commissione di Augusto nel 2 a.C.. Fu costruito sulla Via Emilia, un'antica strada romana tra Ariminum (la moderna Rimini) e Placentia (Piacenza) che risale a Marco Emilio Lepido nel 187 a.C.. La sezione della Via Emilia tra Savignano sul Rubicone e Santa Giustina, ora conosciuta come Via Emilia Vecchia, sostituì un precedente percorso della strada attraverso Santarcangelo di Romagna. Il ponte augusteo probabilmente sostituì un ponte precedente. Attraversava il fiume Uso, che scorre da Perticara, una frazione di Novafeltria, fino al mare Adriatico a Bellaria-Igea Marina. Il fiume ora scorre a pochi metri a est del ponte.
Nel XIV secolo, Galeotto I Malatesta, signore di Rimini, sostituì il ponte augusteo nel tentativo di ridurre l'importanza di Santarcangelo, che era diventata un vicariato sotto i papi di Avignone. Un arco del ponte medievale rimane ancora esistente sopra le pietre augustee.
Nei secoli successivi, a seguito del crollo del ponte medievale, San Vito divenne rinomata come cava, utilizzando le pietre del ponte augusteo, note per la loro eccellente qualità. Le pietre furono utilizzate per ripavimentare il pavimento della cattedrale di Santa Colomba di Rimini e potrebbero essere state utilizzate anche per la costruzione del Tempio Malatestiano. Nel 1550, Leandro Alberti scrisse nella sua Descrittione di tutta Italia che "era anticamente quivi sulla via Emilia un ponte di pietra... di cui insino ad oggi appaiono i vestigi".
Nel 1680, Agostino Martinelli, un architetto di Ferrara incaricato di restaurare un arco del Ponte d'Augusto di Rimini, recuperò blocchi di calcare bianco di Aurisina dal fiume a San Vito; i blocchi erano identici a quelli del ponte riminese. Nel 1735, Giulio Alberoni permise ulteriori "marmi che sono rimasti delle antiche ruine ... quali stanno inutilmente nell’acqua" di essere rimossi per il restauro del Ponte d'Augusto.
Fino alla seconda guerra mondiale, durante le stagioni secche, i resti di un blocco di calcare, noto come le Genghe, emergevano dal letto del fiume Uso; il blocco era utilizzato dalle donne di San Vito per lavare i panni. Era situato a poche decine di metri dall'arco esistente. Nel 1959, uno scavo condotto da Riccardo Gizdulich identificò il ponte come medievale.

### Scavi moderni e conservazione
Nel 1988, lo storico locale Giovanni Rimondini pubblicò una raccolta di testimonianze sul ponte augusteo. La raccolta fu seguita da uno scavo archeologico nel 2004, commissionato dal comune di Rimini e guidato dall'archeologo locale Marcello Cartoceti, su sollecitazione del parroco locale. Lo scavo ha portato alla luce i resti del ponte augusteo sotto l'arco medievale sopravvissuto. La prima trincea dello scavo procedeva da una struttura esistente verso il fiume, scoprendo solo terra e ghiaia. Una seconda trincea verso la chiesa del villaggio ha scoperto uno sperone di frangiflutti che suggeriva che il punto di partenza fosse un pilone. Esponendo la parte a monte dello sperone, lo scavo ha scoperto pietre regolarmente sagomate del ponte romano e un pilastro medievale a pochi centimetri sotto la trincea originale.

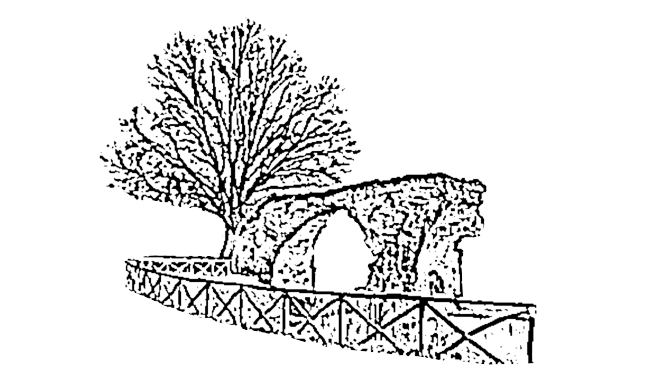
Un'illustrazione dell'arco esistente, maggio 2021

A partire dagli anni 2000, il comune di Rimini ha acquistato l'area attorno all'arco in due fasi. Nel 2021, ha annunciato che avrebbe riqualificato l'area, fornendole accesso pubblico e abilitando iniziative ricreative estive. I residenti locali avevano richiesto che il ponte diventasse uno spazio culturale per oltre vent'anni. L'anno seguente, gli scavi associati alla riqualificazione hanno recuperato la pavimentazione della via Emilia. Il 16 ottobre 2022, la riqualificazione è stata inaugurata da Jamil Sadegholvaad, sindaco di Rimini. L'arco esistente è circondato da un percorso circolare, ed è accessibile dalla chiesa del villaggio. I percorsi sono illuminati di notte.

## Architettura
Il ponte è fatto di blocchi di calcare bianco di Aurisina, noto come pietra d'Istria. È stato utilizzato anche calcare rosso ammonitico di Verona, simile a quello usato come lastra di fondazione nel ponte augusteo a Savignano sul Rubicone.
La lunghezza totale del ponte era probabilmente di circa 90 metri (300 piedi), più lunga del Ponte di Tiberio di Rimini, come suggerito anche dal numero di pietre recuperate. Nel 2019, per spiegare la lunghezza del ponte, Rimondini ipotizzò che potessero esserci stati due ponti, che attraversavano l'Uso in diversi meandri, a cui Cartoceti rispose che, localmente, i Romani costruivano più comunemente un grande ponte su fiumi larghi piuttosto che due separati.
Un disegno del 1825 dell'ingegnere locale Maurizio Brighenti indicava l'area dove le fondazioni dei piloni del ponte emergerebbero dal letto del fiume durante le stagioni secche. Il disegno suggeriva che il ponte avesse otto o più archi, terminando sulla riva destra dell'Uso attuale. Dopo essere stati pubblicati da Rimondini, i disegni di Brighenti andarono perduti negli archivi statali di Forlì.
Lo scavo del 2004 suggerì che due archi avevano un diametro di almeno 5,6 metri (18 piedi), mentre il pilone aveva uno spessore di 2,9 metri (9,5 piedi).

## Ipotesi del Rubicone

### Panoramica

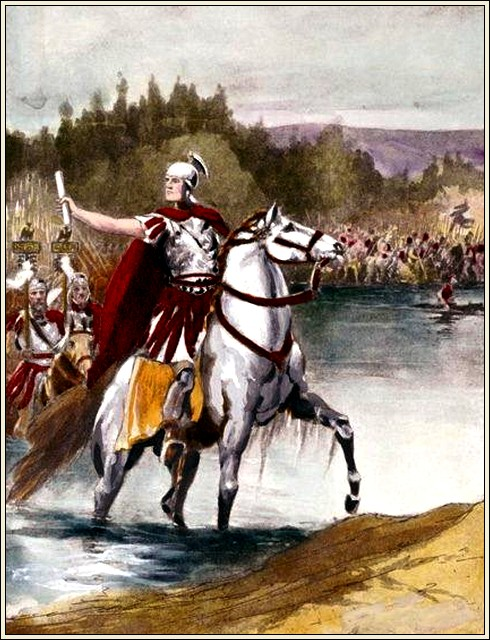
Un'illustrazione di Giulio Cesare che attraversa il Rubicone in History of Julius Caesar (1849) di Jacob Abbott

Per gli storici che identificano l'Uso con lo storico attraversamento del Rubicone da parte di Giulio Cesare nel 49 a.C., che aprì la guerra civile di Cesare, il Ponte di San Vito sarebbe stato il punto di attraversamento di Cesare. Con l'eccezione di Luigi Tonini, la maggior parte degli storici locali riminesi favoriva la rivendicazione dell'Uso rispetto a quella del Fiumicino di Savignano di Romagna e del Pisciatello, un affluente del Fiumicino che scorre più vicino a Cesena. Gli storici locali e gli archeologi hanno sostenuto ulteriori scavi archeologici del Ponte di San Vito per comprendere queste incertezze.
Altri sostenitori della rivendicazione dell'Uso sostengono che il punto di attraversamento di Cesare non fosse San Vito, ma vicino a una pineta presso la foce dell'Uso a Bellaria, lungo la via Popilia.

### Storia
Scrivendo su San Vito nel 1681, Martinelli, che restaurò il Ponte di Tiberio, si meravigliava che un ponte così grandioso fosse stato costruito per "un picciol torrente da superarsi con li salti". Egli opinava:
(Augusto Martinelli, 1681)
Nel permesso di Alberoni del 1735 per rimuovere più pietre dalla cava, il ponte a San Vito viene chiamato le "antiche ruine del Ponte del Fiume Rubicone volgarmente chiamato Uso quali stanno inutilmente nell’acqua".
Il 4 agosto 1933, il governo del dittatore fascista italiano Benito Mussolini, con decreto di Vittorio Emanuele III, rinominò Savignano come Savignano del Rubicone, dando sostegno alla rivendicazione del Fiumicino. Nonostante il sostegno ufficiale al Fiumincino, che fu rinominato Rubicone, gli storici locali continuarono a dibattere sul sito dell'antico fiume, credendo che la decisione fosse arbitraria e politicamente motivata. Negli anni del dopoguerra, Augusto Campana, uno storico locale che scrisse sulla via Emilia, espresse interesse per la rivendicazione di San Vito.
Nel ventunesimo secolo, l'interesse per il Ponte di San Vito ha rivitalizzato il sostegno per la rivendicazione dell'Uso. Nel marzo-aprile 2013, un articolo di Rimondini in Ariminum, la pubblicazione di storia e cultura locale del Rotary Club di Rimini, ha riesaminato la rivendicazione di San Vito. Coincidentally, Per coincidenza, Daisuke Konishi, un giornalista della Kyodo News, stava terminando un report sulle rivendicazioni storiche del Rubicone. La rivendicazione di San Vito è stata quindi presentata in diversi report sui media nazionali e internazionali, inclusi Avvenire, Il Resto del Carlino, La Voce, e diversi giornali giapponesi. Nel agosto 2013, le diverse rivendicazioni del fiume sono state presentate in un processo simulato a San Mauro Pascoli, portando a ulteriori coperture stampa.
Nel luglio 2018, uno spettacolo sul processo a Cesare è stato reinterpretato al ponte. Nel novembre 2019, il Rotary Club di Rimini ha ospitato una conferenza sulla rivendicazione di San Vito nel Museo della Città di Rimini.

### Prove a sostegno
L'archeogeografo francese Gérard Chouquer ha identificato l'Uso come la sponda occidentale del conoide alluvionale della Marecchia, e sospettava che questo fosse probabilmente l'estremità della centuriazione di Rimini, e quindi i confini della colonia romana tra i suoi anni fondativi del 286 a.C. e il 171 a.C.. Il Rubicone era il limes (limite) della Gallia Cisalpina.

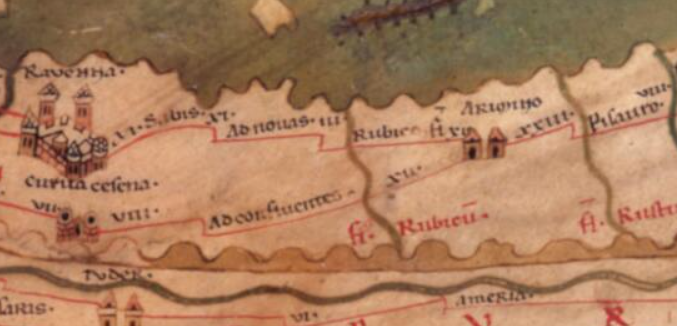
Particolare della Tabula Peutingeriana attorno al Rubicone

La pietra miliare recuperata nel 1949 registra 7 miglia romane da Ariminum. Nella Tabula Peutingeriana, il Rubicone è segnato tra Ad confluentes (identificato con San Giovanni in Compito) sulla sua sponda sinistra e 12 miglia romane sulla sua sponda destra. Supponendo che entrambi i marcatori si riferiscano ad Ad confluentes, se l'etichetta per Ad confluentes è intesa a riferirsi a un insediamento sulla sponda occidentale del Rubicone, allora il Fiumicino tra San Giovanni in Compito e Savignano è un candidato principale per il Rubicone. Se invece l'etichetta è intesa a riferirsi a un insediamento a un salto nella strada più a ovest del Rubicone piuttosto che a un insediamento vicino al Rubicone, allora il Rubicone si troverebbe a metà strada tra Ariminum and Ad confluentes, per cui l'Uso a San Vito sarebbe un candidato coincidente.
La pietra miliare suggerisce che la strada attraverso San Vito fu restaurata nel 2 a.C., molto tempo dopo l'attraversamento di Cesare. Tuttavia, non è chiaro perché Augusto abbia deviato la via Emilia attraverso San Vito, che escludeva Santarcangelo di Romagna sulla precedente rotta della via Emilia, con un risparmio di tempo di viaggio poco discernibile. Infatti, il fiume era più largo a San Vito di quanto non fosse vicino a Santarcangelo, dove era attraversato da un ponte di pietra. Commemorare l'attraversamento di Cesare a San Vito potrebbe essere una ragione per la deviazione della strada, particolarmente data la natura monumentale del ponte.
La chiesa parrocchiale di San Vito è registrata per la prima volta tra l'889 e l'898. La sua vicinanza al fiume, che è soggetto a forti inondazioni, suggerisce che potrebbe aver custodito un'area considerata storicamente importante o sacra.